# BSG Aufbau Jüterbog
Die BSG Aufbau Jüterbog  war eine Betriebssportgemeinschaft in der ehemaligen Kreisstadt Jüterbog im DDR-Bezirk Potsdam. Sie bestand von 1951 bis 1966 und wurde sowohl 1955 als auch 1964 durch ihre Teilnahme am DDR-weiten FDGB-Fußballpokal-Wettbewerb bekannt.
Als auf Betreiben der sowjetischen Besatzungsmacht nach dem Zweiten Weltkrieg in Ostdeutschland alle Sportvereine verboten wurden, entstanden in der 13.000 Einwohner zählenden Stadt Jüterbog mehrere lose geordnete Sportgemeinschaften, die den auf Kreisebene erlaubten Sportverkehr weiterführten. Unter anderen bildete sich 1946 die SG Jüterbog West. Nachdem ab 1948 der ostdeutsche Sport in Betriebssportgemeinschaften (BSG) neu organisiert wurde, übernahmen 1949 die örtlichen Industriebetriebe die SG West und wandelten sie in die BSG Industrie Jüterbog um. 1951 wurde das Kommunale Wohnungsbau-Unternehmen Trägerbetrieb, und die BSG nahm den Namen KWU Jüterbog an, der kurz darauf erneut in Aufbau Jüterbog geändert wurde.
Schon 1946 beteiligte sich die SG West in der Gruppe Brandenburg/Havel an der Fußballmeisterschaft des Landes Brandenburg. Die Betriebssportgemeinschaften Industrie und KWU spielten von 1949 bis 1952 in der Bezirksklasse Brandenburg. Nach der Neuordnung der Ligen im DDR-Fußball 1952 wurde die BSG Aufbau in die viertklassige Bezirksklasse Potsdam eingeordnet. Dort erreichte sie sofort den Aufstieg in die Bezirksliga Potsdam, stieg aber nach zwei Spielzeiten 1955 wieder ab. 1958 gelang der erneute Aufstieg und danach spielte die BSG Aufbau bis 1966 wieder in der Bezirksliga. 1963 gewann Jüterbog in zwei Endspielen gegen Aufbau Zehdenick (2:0 und 0:1) die Bezirksmeisterschaft und nahm anschließend an den Aufstiegsspielen zur DDR-Liga teil. Nach drei sieglosen Spielen wurde der Aufstieg jedoch verpasst.
Bereits 1954 hatte sich Aufbau Jüterbog für den DDR-weiten Wettbewerb um den FDGB-Fußballpokal qualifiziert. In der ersten Runde traf die Mannschaft auf den Schweriner Bezirksligisten Lok Wittenberge und unterlag deutlich mit 2:8. Einen zweiten Anlauf im FDGB-Pokal unternahmen die Jüterboger 1964. In Runde eins traten sie zuhause gegen den Zweitligisten TSC Berlin an, den sie nach Verlängerung mit 3:2 besiegten. In der nächsten Runde musste Jüterbog beim Zweitligisten SC Cottbus antreten und unterlag dort mit 0:2.
Im Laufe der Fußballsaison 1965/66 stellte der Wohnungsbaubetrieb seine Unterstützung für die BSG Aufbau ein, die daraufhin aufgelöst wurde. Die Sektion Fußball wurde von der BSG Lokomotive Jüterbog übernommen.